# Fuck

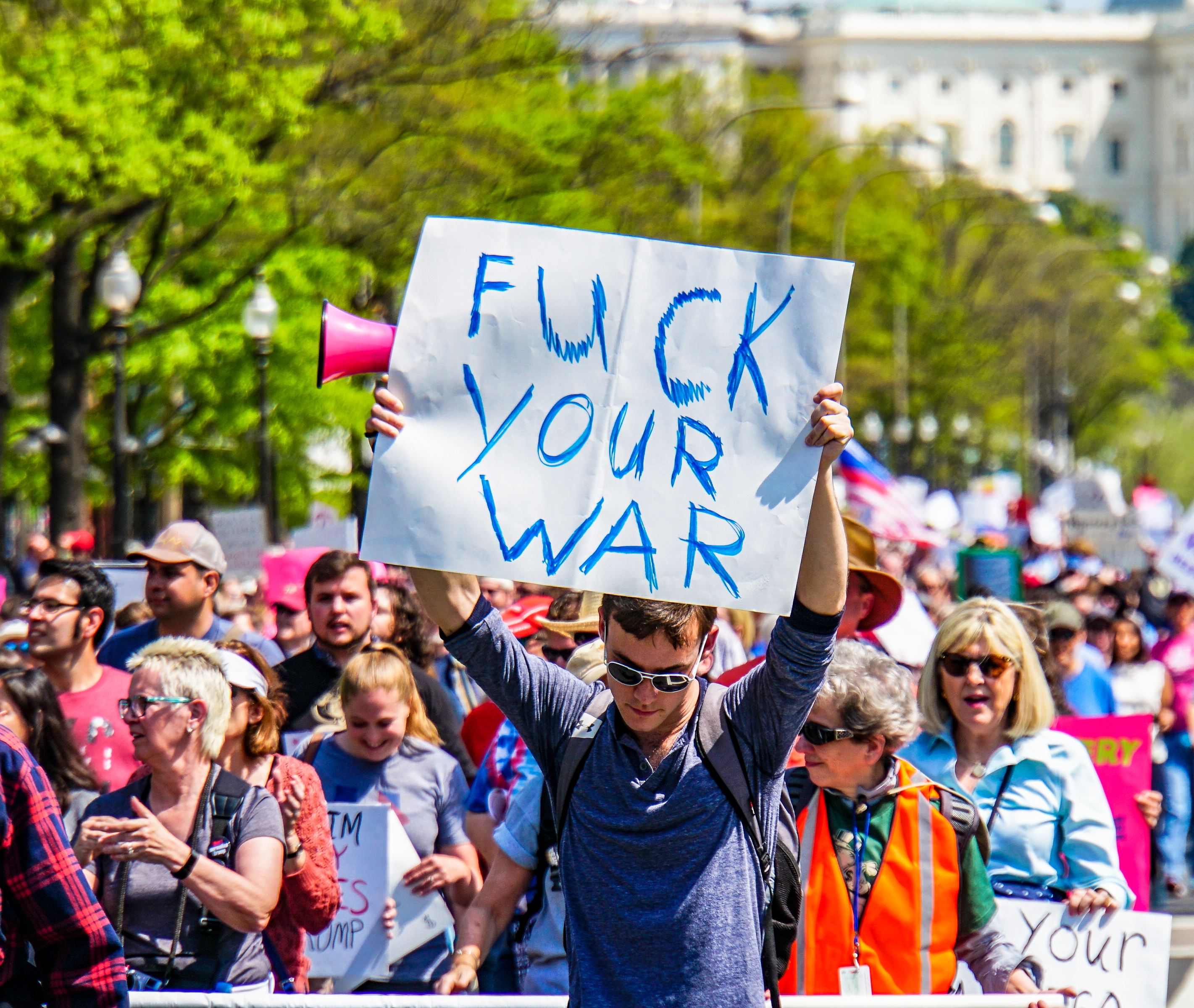
Ein Schild mit der Aufschrift Fuck Your War (sinngemäß: „Scheiß auf euren Krieg“) bei einer Demonstration

Fuck (Hörbeispiel)ⓘ ist ein Vulgärausdruck der modernen englischen Sprache und eines der bekanntesten Schimpfwörter der Welt.
Die wörtliche Übersetzung von to fuck ist „ficken“. In der Umgangssprache wird es jedoch meist nicht im wörtlichen Sinn, sondern adverbial, adjektivisch, substantiviert oder als Interjektion verwendet, um Sachverhalte als extrem zu kennzeichnen. „Fuck“ oder „fucking“ wird oft mit „verdammt“, „zum Teufel“ oder „scheiß-…“ übersetzt, wobei allerdings nur letzterer Ausdruck einem ähnlich vulgären Sprachgebrauch entspricht.
Wie auch andere Schimpfwörter (vgl. Seven Dirty Words) unterliegt fuck in englischsprachigen Ländern, deren Moral maßgeblich von puritanischen Werten geprägt wurde, offiziell der Tabuisierung und auch der Zensur. In einer Umfrage in der britischen Bevölkerung belegte fuck den dritten und der abgeleitete Begriff motherfucker den zweiten Platz in der Liste der schwersten Schimpfwörter. Auf dem ersten Rang lag das Wort cunt (Fotze).

## Etymologie und erstes Auftreten
Das Wort ist vermutlich altgermanischen Ursprungs; so gibt es ähnliche und sinnverwandte Wörter in vielen heutigen germanischen Sprachen wie z. B. deutsch ficken, niederländisch fokken, norwegisch fukka, schwedisch fokka bzw. fock. Es wird daher vermutet, dass das urgermanische Wort womöglich fuk war, mit der ursprünglichen Bedeutung (zu)schlagen. Eine urindogermanische Verwandtschaft mit dem lateinischen Wort pugnus für „Faust“ wird ebenfalls vermutet. Nachschlagewerke, wie das Oxford English Dictionary, streiten sich über die genaue Etymologie, aber es scheint so, dass es einen angelsächsischen Ursprung gibt. Von dort aus soll sich der Ausdruck zunächst in die britischen Kolonien und dann weltweit ausgebreitet haben.
Es ist nicht genau klar, wann das Wort als Schimpfwort in Erscheinung trat. Es gibt Hinweise, dass das Wort in den englischsprachigen Ländern bis in das 17. Jahrhundert als akzeptabel angesehen worden ist. Damals in der Bedeutung ähnlich penetrieren oder zuschlagen. Schriftlich lässt es sich erstmals im 16. Jahrhundert als Vulgärausdruck nachweisen. Es taucht in einem Gedicht des schottischen Dichters William Dunbar 1503 auf als fukkit. In ein Manuskript von Ciceros de Officiis schrieb ein englischer Mönch 1528 als Marginalie den Hinweis O D fucking abbot als Ausdruck seiner Verärgerung über einen Abt. Und bereits vor 1500 dichtete ein englischer Mönch in Cambridge in einem Gedicht in gemischter englischer und lateinischer Sprache über seine Mitbrüder Non sunt in coeli, quia gxddbov xxkxzt pg ifmk. Das Ende des Satzes ist kodiert nach dem Prinzip einer Caesar-Verschlüsselung, die Buchstaben sind im Alphabet um eine Stelle verschoben. Entschlüsselt man den Satz, ergibt sich für gxddbov der Klartext fvccant und der Satz bedeutet etwa Sie sind nicht im Himmel, denn sie ficken die Frauen aus Ely. Noch älter ist ein mutmaßlicher Beleg, den ein englischer Historiker 2015 in einem auf den 8. Dezember 1310 datierten Gerichtsdokument des Crown Court der Stadt Chester ausmachte und in dem ein Angeklagter namens „Roger Fuckebythenavele“ genannt wird; der Nachname mag wortwörtlich so viel wie „fickt in den Nabel“ bedeuten.

## Verwendung
„[…] heutzutage kann Motherfucker gleichzeitig überhaupt nichts und alles bedeuten.“

### Umschreibungen
In Situationen, in denen die direkte Verwendung des Wortes als unangemessen gilt, wird es umschrieben. Üblich ist die Umschreibung von fuck als the F-word, die seines Gebrauchs als dropping the F-bomb („die F-Bombe werfen“). Oft wird es durch ähnliche, manchmal sinnlose Wörter wie feck, flip, fudge, freak, fork, frak usw. ersetzt. In der nicht-formellen geschriebenen Sprache, besonders im Internet und in Comics, können auch nicht-alphanumerische Zeichen verwendet werden, z. B. f***.

### Interjektion
Als allein stehender Ausruf kann „Fuck!“ für Überraschung, Schmerz, Angst, Enttäuschung oder Ärger stehen. Daneben gibt es eine Vielzahl von Verwendungsmöglichkeiten:
- Fuck off! – „Verpiss dich!“
- Fuck you! oder Fuck yourself! ist in seiner wörtlichen Übersetzung („fick dich“) auch im Deutschen verständlich (vgl. Schwäbischer Gruß)
- What the fuck? – „Was zum Teufel…?“
- Fuck it! – „Scheiß drauf!“
- I don’t give a fuck. – „Es ist mir scheißegal.“

Fuck lässt sich zur Verstärkung von Ausdrücken verwenden:
- Aus shut up („Halt den Mund“) wird Shut the fuck up! (etwa: „Halt verdammt nochmal dein Maul!“).

### Adjektiv
Das Adjektiv fucking lässt sich im Deutschen beispielsweise mit „verdammt“ übersetzen, letztlich sind aber viele Varianten möglich. Dem Grundton wird eine nachdrückliche Betonung angefügt:
- None of your fucking business! – „Das geht dich einen Scheißdreck an!“

Das Adjektiv fucked up oder kurz fucked bedeutet so viel wie „kaputt“, „fertig“:
- I’m fucked. – „Ich bin erledigt.“
- I fucked up your computer. – „Ich habe deinen Computer kaputt gemacht.“
- You are a fuck up! – „Du bist unfähig.“ (Substantivierung)

Rapmusiker benutzen fucking oftmals als betontes Adjektiv, meistens aufgrund rhythmischer Eigenschaften. Diese Verwendungen können ohne Bedeutungsverlust des Satzes gestrichen werden.
- I’m the fucking man! – „Ich bin der Mann“ (vgl. Machismo)

### Adverb
- It’s fucking cold. – „Es ist verdammt kalt“.
- That was fucking great. – „Das war verdammt großartig.“

### Verb
Das Verb to fuck kann als Dysphemismus gebraucht werden. Hier wird die sexuelle Konnotation benutzt, um eine verstärkte Empörung hervorzurufen, obwohl dies nicht Gegenstand des Gesprächsthemas ist. Diese Bedeutung verbreitet sich im Deutschen auch für die wörtliche Entsprechung „ficken“.
- I will fuck you. – „Ich mache dich fertig“.
- I was fucked. – „Ich wurde ausgeraubt / zusammengeschlagen / …“

### Nomen
Die Bezeichnung von Personen (auch: Gegenständen) in diesem Kontext ist mehrdeutig. Obwohl fuck als Substantiv benutzt werden kann, wird eher fucker im Kontext des Bezuges zu einer anderen Person verwendet:
- Stupid fucker! – „Dummes Arschloch.“
- He’s a great fucker! – „Er ist ein guter Kumpel.“

Wird fuck statt fucker zur Bezeichnung einer Person verwendet, wird damit oft, aber nicht immer, eine wörtliche Bedeutung im Sinne von Sexualpartner impliziert. Missverständnisse sind hier leicht möglich.
- He’s a great fuck! – „Er ist ein guter Fick(er) (Sexualpartner)“. Auch denkbar: „Er ist ein guter Wurf.“
- He’s a dumb fuck. – „Er ist ein Vollidiot.“
- You’re one smart fuck. – etwa: „Du bist ein gerissener Hund“.

## Abgeleitete Ausdrücke
„Fuck“ ist eine Komponente vieler Abkürzungen wie SNAFU, MILF oder FUBAR. Einige neuere Prägungen wie WTF? für what the fuck? („Was zur Hölle…?“) haben es zu großer Verbreitung im Internet gebracht. Die Abkürzung „FU!“ für „Fuck You“ wurde 2012 bei der Wahl zum Jugendwort des Jahres auf den zweiten Rang gewählt.

## Fremdwort
In den meisten nicht englischsprachigen Kulturen wird seine beleidigende Wirkung verstanden. Möglicherweise, weil es als Fremdwort eine geringere Bedeutung hat, sind in der Regel keine zensorischen oder einschränkenden Maßnahmen üblich. Beispielsweise werden amerikanische Rap-Songs häufig auf europäischen Radiosendern gespielt, ohne dass entsprechende Textpassagen der Zensur zum Opfer fallen.
In Deutschland ist auch die eingedeutschte Version „abgefuckt“ für das englische fucked up gebräuchlich.
Ein Beispiel für die entspanntere Haltung in den nicht englischsprachigen Ländern war Anfang der 1990er Jahre in Paris zu erkennen. Dort gab es auf Plakatwänden eine Kampagne mit dem Slogan „Préservatifs Fuck le SIDA“ („Kondome machen AIDS fertig“).

## Popkultur
Die Vulgarität des Wortes lädt Komiker ein, damit zu spielen. So hat George Carlin etliche Aufsätze herausgebracht, wie z. B. „The History of the word Fuck“ (Die Geschichte des Wortes Fuck). Andere Komiker sind Chris Rock, Denis Leary, Monty Python (The Word Fuck) und Sam Kinison.
Ein weiteres Beispiel für die große Vielfalt ist der Song Mercyfuck von Mary Prankster:
I wish I could fuck all my sorrow away

And fuck ’til the dawn of the next fucking day

Fuck the chorus and verse, fuck the pain getting worse

Fuck it all ’til I burn
Im Lied Bodies (deutsch: „Leichen“) der englischen Punk-Band Sex Pistols aus dem Jahr 1977 gelang es John Lydon, Sänger der Gruppe und Autor des Textes, das Wort „Fuck“ fünfmal in einer einzigen Liedzeile unterzubringen. Zitat: “Fuck this and fuck that, fuck it all and fuck her fucking brat.”
1992 veröffentlichte der US-Musiker Prince auf seinem Album Love Symbol den Song Sexy M.F., der auch als Single ausgekoppelt wurde. Die Abkürzung „Sexy M.F.“ steht für „Motherfucker“ und der Refrain lautet „You Sexy Motherfucker“. Im Kontext ist „Motherfucker“ also nicht als Schimpfwort zu verstehen, sondern im sexuellen Bereich. Dennoch wurde die Single Sexy M.F. damals weltweit von vielen Radiostationen boykottiert und nur sehr selten im Radio gespielt.
Im Jahr 2002, als der kontroverse französische Film Baise-moi in den USA herauskam, wurde der Titel in Rape Me („Vergewaltige mich“) geändert, obwohl er wortwörtlich übersetzt Fuck Me hätte lauten müssen. Manche sagen, dass dies aber nur ein Publicity-Gag gewesen sei. Ebenfalls wurde der schwedische Film Fucking Åmål (deutscher Titel: „Raus aus Åmål“) in Show Me Love umbenannt.
Für das Album 97BT99 der japanischen Rockgruppe BUCK-TICK wurde eine Errata herausgegeben, um den Liedtitel My Facking Valentine in My Fucking Valentine zu ändern. Es war klar, dass es sich um einen Tippfehler und nicht um Zensur handelte, da das Lied zweimal auf dem Album erscheint und in einem der Fälle richtig geschrieben vorkommt.
2005 erschien auf dem Album Hefty Fine der Bloodhound Gang der Song Foxtrot Uniform Charly Kilo, dessen Titel auch den Refrain bildet. Die vier Worte stehen in der NATO-Buchstabiertafel, die von allen US-Militärs verwendet wird, für die Buchstaben F – U – C – K.
Auf dem Album Amarok des Musikers Mike Oldfield findet sich ein gemorster „Abschiedsgruß“ an den Inhaber seiner bisherigen Plattenfirma: „Fuck off rb“. Mit RB ist Richard Branson, der Besitzer von Virgin Records, gemeint.
In der alten Science-Fiction Serie Kampfstern Galactica wurde als harmlose Abwandlung das Wort „frack“ benutzt und so die Zensur umgangen.
Auch in der neuen Serie Battlestar Galactica wird dieses Wort wieder benutzt, allerdings in der abgewandelten und nur vier Buchstaben langen Version „frak“ – und mit deutlich erhöhter Frequenz.
Der Soziologe Gerhard Amendt befasste sich im fünften Kapitel seines Buchs Vatersehnsucht unter dem Titel Ohne Vater: motherfucker und mother-fucking. Frauenbewegung und Vergewaltigungsagitation in der Rap Kultur  mit der Geschichte dieses Sprachgebrauchs.

## Umgang mit dem Ausdruck in amerikanischen Medien
Der Gebrauch von Vulgärsprache (vgl. Seven Dirty Words) in englischsprachigen Filmen hat seit den 1990er Jahren erheblich zugenommen.
Die Verwendung des Wortes Fuck gilt dabei als der häufigste Tabubruch in amerikanischen Filmen.
Ein erheblicher Unterschied besteht zwischen dem britischen und amerikanischen Gebrauch beziehungsweise der akzeptierten Toleranzschwelle für familientaugliche Filme und Anlässe. Berühmt wurde die Grabrede John Cleeses zu Graham Chapman als erste Nennung von „Fuck“ bei einer englischen Beerdigungsfeier. Bei den Dreharbeiten für die Filmkomödie Vier Hochzeiten und ein Todesfall hingegen musste jede Szene, in der das Wort „fuck“ auftauchte, für den US-amerikanischen Markt ein zweites Mal gedreht werden. Eine Synchronisation des Tons hätte nicht ausgereicht, da man an den Lippen des Schauspielers Hugh Grant noch immer deutlich das F-Wort hätte ablesen können. Eine der wenigen Ausnahmen sind die Filme Hangover, Hangover 2 und Hangover 3; in diesen amerikanischen Filmen werden die Worte „Fuck“, „Wichser“ (Wanker), „Scheiße (Shit)“ u. a. mehrfach verwendet.

### Auswertung des Auftretens von Fuck in der englischen Sprache
Im Standardgebrauch der englischen Sprache treten Fuck und seine Abwandlungen mit wenig über einigen Dutzend Vorkommnissen per Million Wörtern auf. Einzelne Filme mit entsprechend deutlich höheren Frequenzen wie From Dusk Till Dawn bereiten bei Übersetzung und Synchronisierung erhebliche Herausforderungen. Die Auswertung entsprechender Korpora ermöglicht eine exemplarische Darstellung der Übersetzungspolitik wie der sprachlichen Freizügigkeit, etwa von Fernsehanstalten oder Filmverleihen. Innerhalb von From Dusk Till Dawn dient der unterschiedliche Gebrauch von Fuck auch der Abgrenzung von moralisch Guten, wie der Pastorenfamilie Fuller von den eher als Böse charakterisierten Figuren, so dem Bankräuber Seth Gecko.
Webseiten und Bücher wie Family Media Guide, Screenit, Kids-in-Mind oder Preview Online zählen systematisch die Anzahl und die Verwendung des Gebrauchs obszöner Worte in Filmen auf. 2004 wurde an der Harvard Medical School eine Überblicksstudie veröffentlicht, welche die angeführten Listen mit den Ratingvorgaben der Motion Picture Association of America (MPAA) verglich. Zudem wurden die Drehkosten und die Roheinnahmen miteinbezogen. Demnach sind R-Filme mit sexuellen Darstellungen wie obszönen Ausdrücken erfolgreicher als solche mit einem R-Rating aufgrund von Gewaltdarstellungen. Der Gewaltanteil bei Zeichentrick ist allerdings nochmal wesentlich höher. Die Harvardstudie kritisierte einen signifikant höheren Gebrauch von Alkohol und Tabak sowie illegalen Drogen in den entsprechenden Filmen, der im Gegensatz zu obszönen Ausdrücken bei den Ratingangaben der MPAA nicht erscheine.

### Dokumentarfilm zum Thema
2005 wurde die Verwendung von Fuck zum Gegenstand einer international beachteten Dokumentation.
Der Film FUCK (auch F★CK oder F*CK) wurde 2005 von Steve Anderson und Rainstorm Entertainment gedreht und behandelt Bedeutung und Verwendung von Fuck. Die Dokumentation enthält verschiedenste Kommentare von Sprachwissenschaftlern, Künstlern, Pornodarstellern und Medienleuten sowie Filmaufnahmen von George Carlin, Scarface, Country Joe and the Fishs Auftritt in Woodstock, Präsident George W. Bush Vorzeigen des Stinkefingers gegenüber einem Filmteam und weitere Filmzitate. Der Ausdruck selbst wird 824 mal genannt. Für mehrere hundert Verwendungen des Wortes sind auch die Filme Nil by Mouth, Summer of Sam, Casino sowie Alpha Dog bekannt. Die Uraufführung von Fuck fand im November 2005 beim Festival des American Film Institute statt.

### Diplomatische Abhöraffäre
Am 4. Februar 2014 wurde ein abgehörtes Gespräch der US-amerikanischen Diplomatin Victoria Nuland mit dem US-Botschafter für die Ukraine, Geoffrey R. Pyatt, auf der Video-Plattform YouTube veröffentlicht, in dem es um Lösungsansätze zur Beilegung der Krise in der Ukraine, die angebliche Untauglichkeit Vitali Klitschkos für eine von den USA gewünschte neue ukrainische Regierung und die unter Catherine Ashton und Helga Schmid koordinierte EU-Außenpolitik ging. Darin sagte sie: „Scheiß auf die EU“ („Fuck the EU“), woraufhin Pyatt erwiderte: „Oh, genau, ich denke wir müssen etwas machen […]“ („Oh, exactly, and I think we've got to do something […]“). Das US-Außenministerium erklärte später, Nuland habe sich bei ihren EU-Kollegen entschuldigt. Am 7. Februar ließ die deutsche Bundeskanzlerin Angela Merkel verlauten, die Beleidigung der EU durch die US-Diplomatin Victoria Nuland sei „absolut unakzeptabel“. In den Medien wurde die Äußerung Nulands als besonders peinlicher „Fauxpas“ oder als „Malheur“ charakterisiert, zumal Nuland damit beauftragt ist, die Beziehungen zu europäischen Staaten, die durch den NSA-Skandal beeinträchtigt worden sind, wieder zu verbessern. Nuland bewertete die gegen sie gerichtete Abhöraktion als „ziemlich eindrucksvolle Spionagearbeit. Der Ton war sehr klar.“